# Gendarmerie de Saint-Benoît
La gendarmerie de Saint-Benoît est une caserne de gendarmerie de l'île de La Réunion, département d'outre-mer français dans le sud-ouest de l'océan Indien. Située 8, rue André Duchemann à Saint-Benoît, dans l'est de l'île, elle est l'œuvre de l'architecte Jean Bossu. Elle est inscrite en totalité à l'inventaire supplémentaire des Monuments historiques depuis le 26 août 2011 et classée depuis le 20 octobre 2018.